# Aleppo (tỉnh)
Aleppo (tiếng Ả Rập: محافظة حلب / ALA-LC: Muḥāfaẓat Ḥalab / [muˈħæːfazˤat ˈħælæb]) là một trong 14 tỉnh của Syria, giáp biên giới với các tỉnh Hatay, Kilis, Gaziantep và Şanlıurfa của Thổ Nhĩ Kỳ. Đây là tỉnh đông dân cư nhất tại Syria với 4.045.166 người (điều tra năm 2004 census), chiếm 23% tổng dân số Syria. Tỉnh đứng thứ năm về diện tích với 18.482 km², khoảng 10% tổng diện tích Syria. Thủ phủ là thành phố Aleppo.
Cùng với tỉnh Idlib (và Sanjak of Alexandretta), tỉnh Aleppo tạo thành Vùng phía Bắc của Syria. Về mặt lịch sử, vùng phía Bắc là nơi màu mỡ nhất và đông dân cư nhất tại Syria; điều này giải thích lý do vì sao tỉnh Aleppo có số lượng lớn nhất các đô thị (32), làng (1430), và trang trại (1424) tại Syria (so với 28 đô thị, 190 làng, và 82 trang trại tại tỉnh Rif Dimashq). Nó cũng giải thích lý do vì sao vùng phía Bắc có một con số lớn các di chỉ khảo cổ và nhiều hơn những nơi khác tại Syria.

## Thành phố
Các thành phố và huyện lị của tỉnh Aleppo (2004):
| Đô thị      | Dân số    |
| ----------- | --------- |
| Aleppo      | 2.132.100 |
| Manbij      | 99.497    |
| As Safirah  | 63.708    |
| Al-Bab      | 63.069    |
| Ayn Al-Arab | 44.821    |
| Afrin       | 36.562    |
| A'zaz       | 31.623    |
| Dayr Hafir  | 18.948    |
| Jarabulus   | 11.570    |
| Atarib      | 10.657    |

## Huyện
Tỉnh được chia thành 10 huyện (Mintaqa's) tính đến năm 2011:
- Mount Simeon- Aleppo
- Afrin- Afrin
- A'zaz- A'zaz
- Safirah- Safirah
- Al Bab- Al-Bab
- Manbij- Manbij
- Jarabulus- Jarabulus
- Ayn Al-Arab- Ayn Al-Arab
- Atarib- Atarib
- Dayr-Hafir- Dayr Hafir

Các huyện được chia tiếp thành 42 phó huyện (Nāḥiyas).